# Faules Luch
Das Faule Luch ist ein Gewässer der Gemeinde Am Mellensee im brandenburgischen Landkreis Teltow-Fläming. Der zu- und abflusslose See liegt östlich des Ortsteils Sperenberg und südlich des Ortsteils Klausdorf. Er befindet sich im großflächigen Landschaftsschutzgebiet Baruther Urstromtal und Luckenwalder Heide und ist Teil der 66-Seen-Regionalparkroute sowie über den Boden-Geo-Pfad zu erreichen.
Gegen Ende der letzten Eiszeit vor rund 10.000 Jahren bedeckte anfangs noch eine starke Eisdecke das Gebiet um Sperenberg und verhinderte die weitere Hebung des darunter liegenden Salzstockes. Als sie schmolz und der Boden auftaute, löste nachströmendes Grundwasser das nachdrückende Salz auf und trug es über die Urstromtäler fort. Diese Lösung schuf in der Region mehrere Hohlräume, in denen sich unter anderem das Faule Luch und der Krumme See bildeten. An ihren Ufern wuchsen unter anderem Röhricht, Seggen und Rohrkolben, deren abgestorbene Pflanzenmasse sich unter Wasser ansammelte und vertorfte. Im Laufe der Jahrhunderte bildete sich so um die beiden Seen ein Niedermoor heraus. Durch nahen Gipsabbau sank der Grundwasserspiegel und es hob sich eine Landzunge heraus, die heute noch erkennbar ist. Nach dem Ende des Abbaus stieg der Wasserspiegel zwar wieder an, dennoch droht das Faule Luch heute zu verlanden, weil sich rund um den See Kiefern, Birken und Erlen angesiedelt haben, die dem See vergleichsweise viel Wasser entziehen.